# Cap sur le Congrès
Pour plus de détails, voir Fiche technique et Distribution.
Cap sur le Congrès, en anglais Knock Down the House, est un documentaire américain de Rachel Lears sorti en 2019.

## Synopsis
Le film suit quatre candidates démocrates qui ont décidé de se présenter à l'investiture du Parti démocrate en préparation des élections à la Chambre des représentants en 2018 ou au Sénat. Il suit en détail la campagne de terrain de ces quatre femmes contre des candidats de l'établissement démocrate :
- Alexandria Ocasio-Cortez contre Joseph Crowley, représentant du 7e puis du 14e district de New York depuis 1999 ;
- Amy Vilela (en) contre Steven Horsford pour le 4e district du Nevada
- Cori Bush contre Lacy Clay, représentant du premier district congressionnel du Missouri depuis 2001, fils de Bill Clay, représentant du même district de 1969 à 2001 ;
- Paula Jean Swearengin (en) contre Joe Manchin, sénateur de Virginie-Occidentale depuis 2010, ancien gouverneur.

Vilela, Bush (qui se représentera à nouveau en 2020 et remporta cette fois la primaire) et Swearengin perdent leur primaire, mais Ocasio-Cortez la remporte et sera ensuite élue à la Chambre des représentants.